# Сліпко Юрій Васильович
Ю́рій Васи́льович Сліпко́ (1912 — 1969) — український поет, родом з Полтавщини.Повернення та подальша діяльність: У 1947 році повернувся на Україну, працював каменеломом у Донецькій області. У 1948 році переїхав до міста Кіровськ Луганської області, де працював прохідником, кріпильником на шахті № 6–7–16.

## Біографія
Сліпко Юрій Васильович народився 26 травня 1912 року в селі Винники Козельщинського району Полтавської області в селянській родині.
Там у 1928 році закінчив семирічку, а в 1930 році – учительські курси у Кобеляках.
“Учителі мої і всі односельці вважали мене незвичайним хлопцем, помічали в мені поетичні й художні здібності, бо я, заледве ставши школярем, уже пробував віршувати і пристойно малював. У дитинстві я мріяв стати художником, а в юначі літа перемогла поезія”.
Із вересня 1930 року Ю.Сліпко працює вчителем початкових класів у семирічній школі с. Бреусівки, а з вересня 1931 року він – секретар редакції районної газети Козельщинського району “Розгорнутим фронтом”.
Випадково доля звела його із відповідальним працівником дніпропетровської обласної газети “Зоря”, де й почав працювати завідуючим сектором шкіл з травня 1932 року.
З 1930 почав друкуватися у журналах. 1935 репресований, перебував на засланні. По звільненні (1947) — робітник на Донбасі. 

## Твори
Збірки поезій.
Після реабілітації Юрій Сліпко повернувся до літературної діяльності. У 1966 році побачила світ його перша збірка поезій «Пролог до пісні». Його твори друкуються в журналах “Вітчизна”, “Донбас”, газетах “Літературна Україна”, “Кадиевский рабочий”. Професійний рівень його поезій зацікавив письменників Тараса Рибаса та Микиту Чернявського, які й рекомендували підготувати рукопис першої збірки, що вийшла у видавництві “Донбас” 1966 року й дістала позитивні оцінки в обласній та республіканській пресі.
На першу книгу Юрія Сліпка листом відгукнувся голова Спілки письменників України Олесь Гончар: “Шановний товаришу Сліпко! Дякую Вам за книжечку і вітаю Вас з її виходом. В поезії Вашій приваблює і щирість почуття, і світлий настрій, і музикальність слова.
До Спілки Комісія приймає, як правило, після другої книжки – є така статутна вимога. Та хай Вас це не смутить. Мені здається, Ви в добрій творчій формі і буде у Вас ще і друга, і третя…
Природа для поезії – джерело так званих вічних тем та мотивів, які щоразу відкриваються своєю гостротою та актуальністю. 
Юрій Сліпко по-своєму підходить до проблем сучасної лірики, бо спілкується з природою по-своєму, не опосередковано, не споглядаючи її збоку, вона присутня в ньому як внутрішнє наповнення душі:
Я тут гість і не гість –
Мимоволі ж бо все помічаю:
Що засохлі грунти
Зачекались вологи-дощу…
А як вийду у степ –
Ніби юність щоразу стрічаю,
Ніби сиві літа
У криниці живій полощу.
У просторових вимірах рідний край для ліричного героя Юрія Сліпка є, насамперед, Полтавщина, де він народився і зростав до двадцятилітнього віку, і разом із тим – Луганщина, бо тут пройшли двадцять років його повноцінного і повнокровного життя після повернення із ув’язнення. Але поетичний образ значно виходить за межі конкретних географічних орієнтирів, бо він не має чітких часово-просторових меж. Разом із тим для ліричного героя розуміння поняття “рідний край” асоціюється з рідною землею, з Україною, історичним минулим її народу.
Ліричний герой усвідомлює себе у житті, пізнає свої духовні джерела. Модель людського життя і модель буття природи існують не відокремлено одна від одної, а творять між собою гармонію.
Після прийому до Спілки письменників України Юрій Сліпко почав працювати ще активніше, що й засвідчила його друга книга “Зелена фантазія” (1968). Він устиг підготувати й рукопис третьої книги (зберігається в Державному архіві Луганської області). Але 5 жовтня 1969 року його не стало і третя збірка під назвою “На люднім вічі” вийшла друком уже в 1971 році, упорядником якої став письменник Микита Чернявський, який у передмові зазначив: “Поет вірив у перемогу Добра в людськім серці, і та віра надавала йому снаги й натхнення, вела його на справжні стежки поезії”.